# Фишер, Карл (гебраист)
Карл Фишер (нем. Karl Fischer; 21 апреля 1757, Лихтенштадт, Богемия, ныне Грознетин, Чехия — 22 января 1844, Прага) — чешский библиотекарь.
Родился в семье бедного портного. В 1769—1778 гг. учился в школе пиаристов в Шлакенверте, после чего отправился в Прагу и работал домашним учителем. В том же 1778 году он обратил на себя внимание пражского гебраиста Леопольда Тирша, который, оценив трудолюбие и заинтересованность юноши, на протяжении десяти лет, до самой своей смерти, неофициально обучал его древнееврейскому и арамейскому языкам, а также идишу. В 1781 году он получил неоплачиваемую должность помощника Тирша как цензора выходивших в Праге еврейских изданий. Одновременно в 1785 году Фишер был назначен помощником библиотекаря в библиотеке Карлова университета в Клементинуме; первоначально в его обязанности входил разбор многочисленных документов, переданных в библиотеку из упразднённых Иосифом II монастырей. В 1788 году после смерти Тирша Фишер занял его место. Одновременно с исполнением обязанностей цензора он продолжал работать в библиотеке, постепенно продвигаясь по карьерной лестнице вплоть до назначения в 1808 году хранителем библиотеки; в 1825—1828 гг. после смерти Франца Поссельта он исполнял обязанности директора библиотеки, однако не был утверждён в этой должности из-за преклонного возраста. Был дружен с видными раввинами Элеазаром Флекелесом и Барухом Йейттелесом, сохранилась их переписка. Несмотря на более чем полувековую хорошо оплачиваемую службу, из-за большой семьи и преждевременной смерти двух сыновей Фишер умер в бедности.
Единственный опубликованный труд Фишера — книга «Доброе мнение о еврейском Талмуде» (нем. Gutmeinung über den Talmud der Hebräer), изданная лишь в 1883 году: в ней Фишером собраны благоприятные отзывы христианских авторитетов XVI—XVIII веков о еврейском Священном писании.